# Visibilidad LGBT en el Festival de la Canción de Eurovisión

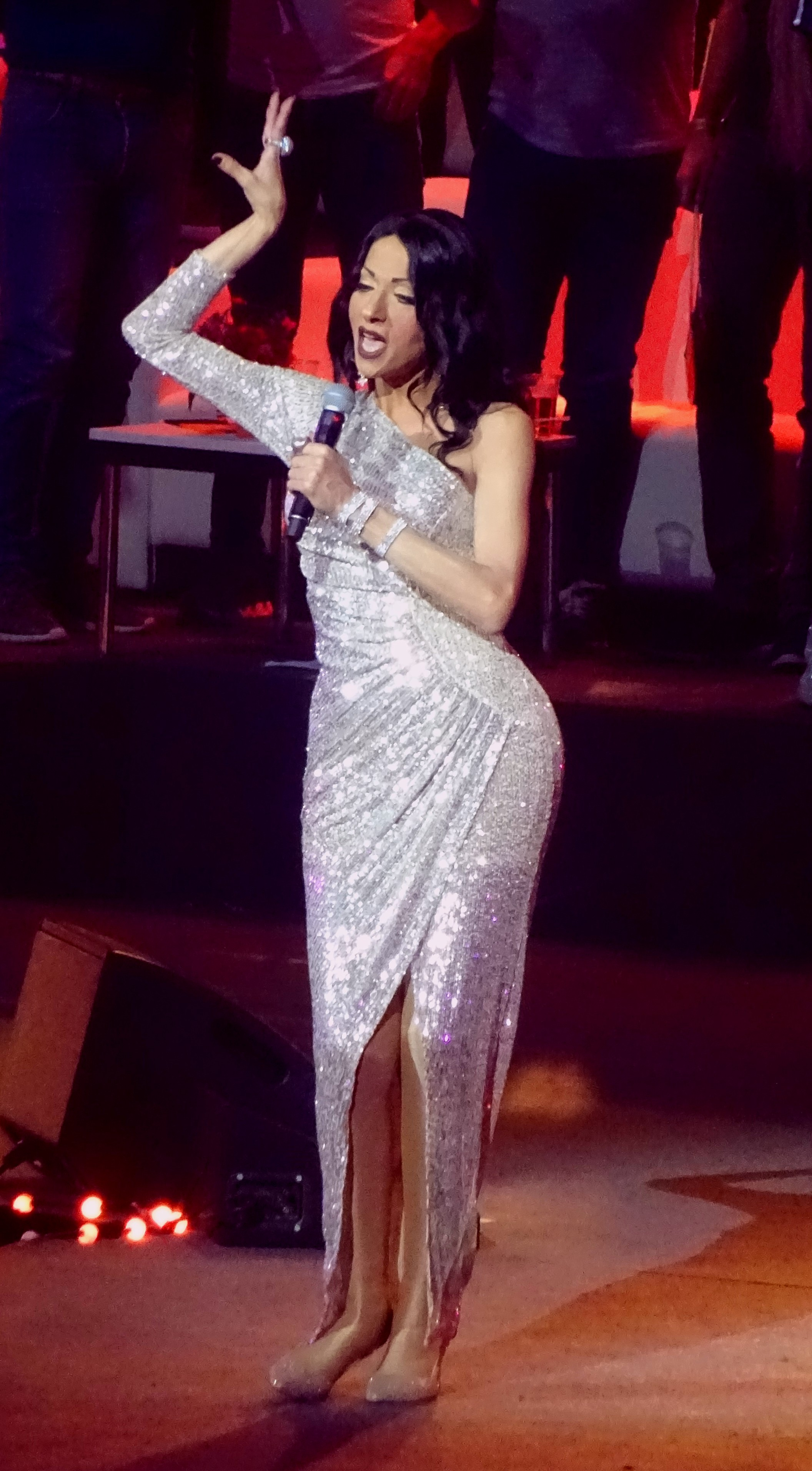
Dana International, la primera participante trans del concurso y ganadora del concurso de 1998 para Israel.

El Festival de la Canción de Eurovisión ha tenido una base de fans desde hace mucho tiempo en la comunidad LGBT, y los organizadores de Eurovisión han trabajado activamente para incluir a estos fans en el concurso desde la década de 1990.

## Participantes LGBT+
Paul Oscar se convirtió en el primer artista abiertamente gay del concurso cuando representó a Islandia en la edición de 1997. Más tarde apareció Katrina Leskanich, quien ganó representando al Reino Unido como cantante principal del grupo Katrina and the Waves, posteriormente salió del armario. Al año siguiente, Dana International de Israel, la primera artista trans del concurso, se convirtió en ganadora del festival en 1998. Desde entonces, varias personas abiertamente pertenecientes a la comunidad LGBT+ han competido en el concurso. Jonatan Cerrada, representante de Francia en 2004, salió del armario en 2022. Fue ganadora del Festival Conchita Wurst, drag queen y nombre artístico del cantante abiertamente gay Thomas Neuwirth, ganó el festival de 2014 para Austria; y el artista abiertamente bisexual Duncan Laurence fue el ganador del concurso de 2019 representando a los Países Bajos. Marija Šerifović, quien ganó el concurso de 2007 en representación de Serbia, posteriormente se declaró lesbiana públicamente en 2013. Loreen, quien ganó el concurso de 2012 para Suecia, se declaró bisexual en 2017. Victoria De Angelis, integrante de la banda italiana ganadora de 2021 Måneskin, es abiertamente bisexual, y su compañero de banda Ethan Torchio se define a sí mismo como "sexualmente libre".
En 2011, el Reino Unido estuvo representado por Blue. Los miembros Duncan James y Lee Ryan son homosexuales y bisexuales, respectivamente.
En 2016, Israel estuvo representada por Hovi Star, que es abiertamente gay. Douwe Bob, que representó a los Países Bajos, es bisexual.
Slavko Kalezić, quien representó a Montenegro en 2017, es abiertamente gay.
Saara Aalto, quien representó a Finlandia en 2018, es lesbiana. Mélovin, quien representó a Ucrania, se declaró bisexual en 2021.

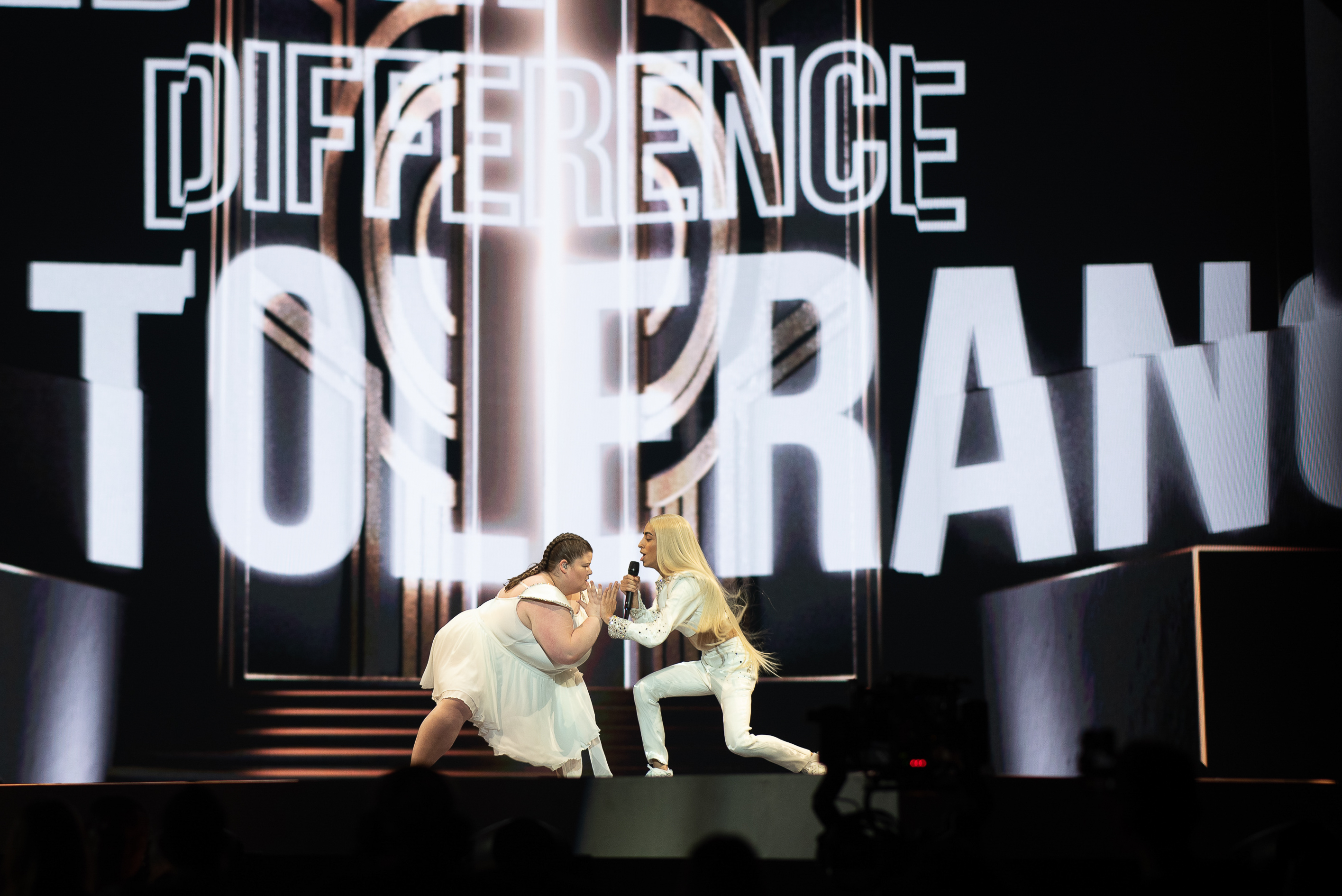
Bilal Hassani, quien representó a Francia en el certamen en 2019, es queer.

Bilal Hassani, quien representó a Francia en 2019, es queer. Tom Hugo, quien representó a Noruega como miembro del grupo KEiiNO, es abiertamente gay.
Los participantes de 2021 que son LGBT incluyen a Montaigne de Australia y Blas Cantó de España, que es bisexual, Lesley Roy de Irlanda, que es lesbiana, Vasil Garvanliev de Macedonia del Norte, Jeangu Macrooy de los Países Bajos y Jendrik Sigwart de Alemania, que es gay y Roxen de Rumania que es no binaria. Hulda Kristín Kolbrúnardóttir, cantante de la banda Gagnamagnið, que representó a Islandia, es pansexual.
En 2022, Islandia estuvo representada por la banda Systur, que son activistas de los derechos de las personas trans junto con su trabajo en la música. Una integrante, Elín, es lesbiana de género fluido, mientras que Sigga tiene un hijo transgénero. Durante los segmentos de votación, el grupo agitó una bandera transgénero junto a la bandera islandesa en la sala verde. Israel y Australia estuvieron representados por Michael Ben David y Sheldon Riley respectivamente, ambos homosexuales.
En 2023, Bélgica estará representada por Gustaph, quien se identifica como miembro de la comunidad LGBT. Noruega estará representada por Alessandra Mele, quien es bisexual. Serbia estará representada por Luke Black, quien es abiertamente gay, y Loreen volverá a representar a Suecia.
Varios presentadores del Festival de la Canción de Eurovisión también se han identificado como LGBT, incluidos Assi Azar, que presentó en Israel en 2019, y Nikkie de Jager, que presentó en los Países Bajos en 2021. De Jager fue la primera persona transgénero en presentar el concurso. Mika, que es gay, fue el anfitrión de la edición de 2022 en Italia. Graham Norton, que también es gay, fue el anfitrión de la final de la edición de 2023 en Reino Unido.

## Temas LGBT en actos en competencia
Las canciones y actuaciones anteriores de la competencia han incluido referencias y alusiones a las relaciones entre personas del mismo sexo. Jean-Claude Pascal confirmó que una de las primeras canciones ganadoras del concurso, la ganadora de Luxemburgo en 1961 «Nous les amoureux», contenía referencias a una relación homosexual y las dificultades a las que se enfrentaba la pareja, considerada controvertida a principios de la década de 1960 cuando en muchos de los países europeos las relaciones homosexuales todavía estaban criminalizadas.
La interpretación de Krista Siegfrids de «Marry Me» en el concurso de 2013 contó con un beso entre personas del mismo sexo con una de sus bailarinas de apoyo. El espectáculo teatral de Irlanda de «Together» de Ryan O'Shaughnessy en 2018 contó con dos bailarines que representaban una relación entre personas del mismo sexo. En 2015, la entrada lituana, «This Time», presentaba un beso entre dos hombres y dos mujeres de fondo. En 2022, Achille Lauro, el participante de San Marino, se besó con el guitarrista, productor y colaborador de mucho tiempo Boss Doms.
Varias actuaciones drag han aparecido en actuaciones de Eurovisión. La primera presentación en el escenario de Eurovisión fueron las drag queen Great Garlic Girls, coristas del noruego Ketil Stokkan quien participó en el festival de 1986 con la canción «Romeo». Otras representantes del arte drag han sido Sestre de Eslovenia, cuya participación en 2002 provocó protestas y debates sobre los derechos LGBT en Eslovenia en ese momento y dio lugar a preocupaciones planteadas en el Parlamento Europeo antes de la próxima adhesión de Eslovenia a la Unión Europea. En 2007 participaron DQ de Dinamarca con el tema «Drama Queen», que no pasó a la gran final, y Verka Serduchka, representando a Ucrania con «Dancing Lasha Tumbai».Posteriormente participó Conchita Wurst de Austria, quien obtuvo la victoria con «Rise Like a Phoenix».

## Críticas a la visibilidad LGBT
La selección de Dana International para el concurso de 1998 en Birmingham estuvo marcada por objeciones y amenazas de muerte de sectores religiosos ortodoxos de la sociedad israelí, y en el festival, según se informa, su alojamiento fue en el único hotel de Birmingham con ventanas a prueba de balas.
En años más recientes, varias ideologías políticas en toda Europa se han enfrentado en el escenario de Eurovisión, particularmente en los derechos LGBT. Turquía, que alguna vez fue un participante regular en el concurso y ganador en 2003, se retiró por primera vez del concurso en 2013, citando insatisfacción en las reglas de votación; más recientemente, cuando se le preguntó acerca de regresar al concurso, la emisora turca TRT citó las actuaciones LGBT como otra razón para su continuo boicot. Después de planear inicialmente transmitir el concurso de 2013, TRT finalmente retiró la transmisión del evento en respuesta al beso lésbico de Krista Siegfrids. También se informó que la visibilidad LGBT en el concurso también fue un factor decisivo cuando Hungría decidió no participar en el concurso de 2020 en medio de un aumento del sentimiento anti-LGBT en el gobierno húngaro de Viktor Orbán, aunque el gobierno húngaro no ha dado ninguna razón oficial. emisora húngara MTVA.
Tras la introducción de una ley de "propaganda gay" en Rusia en 2013, así como los acontecimientos en Ucrania, el concurso de 2014 vio un marcado aumento en los abucheos de la audiencia, particularmente durante la actuación rusa y durante la votación cuando Rusia recibió puntos. La victoria de Conchita Wurst en el concurso también fue recibida con críticas en el escenario político ruso, y varios políticos conservadores expresaron su descontento por el resultado. En respuesta a los abucheos, los productores del concurso de 2015 instalaron una "tecnología anti-abucheos" para la transmisión, y los presentadores del concurso pidieron repetidamente a la audiencia que no abucheara; la participante rusa, Polina Gagarina, fue entrevistada por Conchita en la sala verde durante un receso de la votación y atrajo críticas de los conservadores rusos cuando publicó un video entre bastidores en las redes sociales de ella misma abrazando a Conchita.
También se han producido enfrentamientos sobre la visibilidad LGBT en el concurso en países que no compiten en el concurso. Eurovisión se había transmitido en China durante varios años, sin embargo, en 2018, los derechos de Mango TV terminaron durante el concurso de 2018. La transmisión en vivo de la primera semifinal contó con la censura de Mango TV del irlandés Ryan O'Shaughnessy, cuya actuación supuestamente fue en contra de las pautas chinas que prohíben "relaciones y comportamientos sexuales anormales" debido al baile entre personas del mismo sexo, así como Eugent Bushpepa de Albania debido a la exhibición abierta de tatuajes, que rompió las pautas en torno a las llamadas "subculturas" y "culturas desanimadas". Como resultado de la rescisión, la emisora china no pudo transmitir la segunda semifinal o la gran final del concurso de 2018 ni de ningún concurso futuro.